# Vasama 1
Vasama 1 var en finländsk snabb patrullbåt som tjänstgjorde mellan 1957 och 1977 i den finländska marinen. Vasama 1 var byggd i Storbritannien av Saunders Roe (Anglesey) Ltd. i Beumaris. Båten var av Dark-klass.

## Fartyg av klassen
- Vasama 1
- Vasama 2